# Overwatch и порнография
Компьютерная игра 2016 года Overwatch от Blizzard Entertainment вдохновила значительное количество порнографии, созданной фанатами. Своеобразный и красочный дизайн персонажей игры привлёк внимание многих создателей онлайн-контента, что привело к появлению сексуально откровенных фан-артов. Модели персонажей были взяты из бета-версий игры и впоследствии распространялись, редактировались и анимировались в интернете.
Анимированные порномультфильмы и сексуализированные изображения с участием официальных моделей персонажей составляют основной контент порнографии Overwatch. Художники-фанаты оригинальной порнографии (аниматоры и иллюстраторы) чаще всего работают на платформах социальных сетей, таких как Twitter, Reddit и Tumblr, и загружают свои работы на файловые хостинги, такие как Mega, Gfycat, Webmshare и Google Drive. Порнографический контент создаётся в основном с помощью программы Source Filmmaker (SFM) компании Valve.
Порнография в Overwatch обычно состоит из коротких видеороликов с участием таких персонажей, как Трейсер, D.Va и Мэй. Компания Blizzard через независимую фирму безопасности выдавала некоторым активным создателям предписания о прекращении деятельности, хотя директор игры назвал эту ситуацию «неизбежной реальностью интернета в 2016 году». Журналисты, пишущие о видеоиграх, назвали обилие (порнографических) фанатских работ положительным показателем долговечности игры.
Overwatch и её порнографическое сообщество вдохновили различные группы и компании на создание контента для взрослых, связанного с игрой. В сентябре 2016 года компания Brazzers выпустила «порнопародию» по мотивам Overwatch. Сайт Overpog.com начал выпускать журнал об игре в стиле Playboy в конце 2016 года, но в феврале следующего года был вынужден прекратить выпуск. Overwatch вдохновила как сексуализированный косплей, так и порнографические работы в виртуальной реальности.

## Предпосылки и история
Overwatch — это многопользовательская онлайн-игра в жанре шутера, разработанная компанией Blizzard Entertainment. В игре участвуют различные персонажи, каждый из которых имеет уникальный дизайн. Порнографические фанатские работы по многопользовательским онлайн-играм, таким как Overwatch, всегда были относительно распространены: по словам вице-президента Pornhub Кори Прайса, самыми популярными поисковыми запросами на Pornhub, связанными с видеоиграми, были Minecraft, Halo, Clash of Clans и Call of Duty. Ифе Уилсон из Eurogamer утверждает, что при беглом поиске на таких сайтах, как Pornhub, можно обнаружить порнографию, вдохновлённую многими известными франшизами видеоигр.
Overwatch вышла в закрытую бета-версию в конце 2015 года, и в это время различные люди вырвали модели персонажей Overwatch из игры и распространили их по Интернету. Когда 5 мая 2016 года компания Blizzard выпустила открытую бета-версию игры Overwatch, на Pornhub был зарегистрирован всплеск поисковых запросов на порнографические материалы, связанные с игрой, на 817 %. Поиски порнографии, связанной с Overwatch, происходили по всему миру, хотя больше всего таких материалов искали в Южной Корее и Беларуси. По словам Джеффа Груба из VentureBeat, такие сайты, как Tumblr, в то время были переполнены сексуализированными фан-артами персонажей.
"Игра успела стать культовой... ещё до своего выхода, и все благодаря неизгладимому дизайну персонажей и художественному таланту sui generis. Для этой игры существует больше фан-артов, чем вы можете себе представить".
Нейтан Грейсон из Kotaku заявил, что игра Overwatch является «хорошей для порно» благодаря красочному составу персонажей с отличным визуальным стилем. Грейсон отметил, что в игре больше, чем в среднем, женских персонажей, многие из которых носят обтягивающую одежду. Грейсон написал, что порнографию в Overwatch относительно легко сделать с помощью программы Source Filmmaker, сообщество которой построено на обмене активами, включая обнажённые модели. Многие люди, которые создают и смотрят порнографию Overwatch, на самом деле не играли в эту игру.
Директор Overwatch Джефф Каплан заявил в интервью, что он и его команда намеренно держали романтические отношения и сексуальную идентичность своих персонажей в тайне, чтобы не «потворствовать» аудитории. Каплан назвал порнографическую сцену «неизбежной реальностью интернета в 2016 году». Когда Рэнди Питчфорд, генеральный директор Gearbox Software, написал в Твиттере о существовании порнографического контента, основанного на игре-конкуренте Overwatch — Battleborn, он сразу же подвергся насмешкам и троллингу со стороны фанатов более популярной игры. Питчфорда обвинили в том, что он «отчаянно пытается вернуть внимание к своей игре», а сайт Reddit, на который он ссылался, был наводнён ссылками на Overwatch.
В январе 2017 года Pornhub объявил, что «Overwatch» заняла 11-е место по количеству поисковых запросов на их сайте в предыдущем году, опередив поиск таких слов, как «анал» и «секс втроем».

## Порнографический контент
Во многих видеороликах на Pornhub, посвященных Overwatch, во время открытой бета-версии игры использовались официальные модели персонажей с небольшими изменениями, чтобы показать больше оголённых участков тела. Затем аниматоры-любители использовали бесплатный инструмент Source Filmmaker от Valve для анимации сексуальных действий. Персонаж Трейсер был самым часто запрашиваемым объектом поиска в Overwatch в течение этого времени, за ним следовали Роковая вдова и Ангел. Образы футанари также были популярны среди пользователей Pornhub. После выхода соревновательного режима Overwatch в конце июня запрос «Mei Overwatch Rule 34» стал самым популярным поисковым запросом, связанным с игрой. Мо Мозух из iDigitalTimes назвал популярность Мэй значительной, отметив, что изначально она не казалась вероятной мишенью и что большая часть порнографии с её изображением довольно бодипозитивна, описывая преувеличения её форм как «скорее Венеры Виллендорфской, чем Барби». 12 сентября порнографический сайт YouPorn сообщил, что Трейсер стала вторым по количеству запросов на сайте персонажем видеоигр, уступая лишь Ларе Крофт.В январе 2017 года Pornhub опубликовал список самых популярных персонажей Overwatch за предыдущий год, показав, что Трейсер, D.Va, Ангел, Роковая вдова и Сомбра были пятью самыми популярными женскими персонажами на сайте, а Лусио был самым популярным мужским персонажем.
Большинство порнографических роликов в Overwatch длятся всего несколько секунд и предназначены для бесконечного зацикливания. С момента официального выхода игры различные создатели экспериментировали с более длинными и проработанными сюжетами. Хотя у каждого персонажа есть личная предыстория, о них по-прежнему много неизвестно. По словам Грейсона из Kotaku, «по замыслу, они не могут быть полностью раскрыты. Должно быть место для личности игрока». В большинстве коротких роликов известные черты характера доведены до некоего «логического завершения», например, показано, как бывший профессиональный геймер D.Va мастурбирует во время стрима. Суперспособности и символы власти женских персонажей обычно не являются неотъемлемой частью этих фан-работ, хотя Эмили Годетт из Inverse отметила, что Трейсер является исключением из этого правила, заявив, что этот персонаж «добился того, чего не смогли многие другие женские персонажи в порно: уникальной индивидуальности, которая только добавляет ей сексуальной привлекательности». Далее Годетт заявила, что большинство порнографии Overwatch «ванильное», предполагая, что оно предназначено для мужской аудитории.
Комментируя порнографический контент, доступный в Интернете, Ифе Уилсон из Eurogamer сказала, что некоторые видео удивительно высокого качества, и раскритиковала то, что женские персонажи обычно изображены в покорной манере, если только они не изображены с пенисом. Грейсон заявил, что большая часть порнографии Overwatch плохая, в ней присутствуют тревожно жёсткие движения и любительские ракурсы камеры. Однако он также описал хороший контент как «законно сексуальный». Грейсон также отметил, что в порнографии Overwatch много комедии: люди создают юмористические видео или пишут глупые описания.

### Эротика
И Inverse, и Kotaku предположили, что большинство порнографического сообщества Overwatchʼ Source Filmmaker состоит из мужчин-натуралов. Однако оба сайта отметили, что пользователи на Tumblr и различных сайтах фан-фикшн создают большое количество романтической эротики. Эти сообщества состоят в основном из женщин и представителей ЛГБТ, которые больше заинтересованы в подчёркивании существующих связей персонажей. Джеймс Греби из Inverse назвал Tumblr «возможно, нулевым полем для чрезвычайно хорошего фанарта, душещипательных комиксов и другого парного пользовательского контента Overwatch». Сам Tumblr описал Overwatch как «изобилующую выгрузками» из-за 20 уникальных персонажей. В мае 2017 года сайт проанализировал свои данные, чтобы определить, какие пары персонажей были самыми популярными на Tumblr, и выяснил, что доля шиппинга Кэссиди (ранее – МакКри) и Хандзо составила 35 % от общего количества.

## Крупные работы
Overwatch стала предметом «порнопародии», созданной компанией Brazzers в сентябре 2016 года. В ролике под названием Oversnatch XXX Parody снялись Дэнни Ди в роли Жнеца и Алетта Оушен в роли Роковой вдовы. Пародия представляет собой «матч обид» между этими двумя персонажами в заброшенном стриптиз-клубе. Oversnatch XXX Parody был первым случаем, когда Brazzers снял пародию на видеоигру, но впоследствии они делали и другие.
После выпуска нескольких шуточных обложек Playboy сотрудники сайта Overpog.com решили создать журнал на тему Overwatch в стиле Playboy под названием «Playwatch». В этом журнале нет обнажённой натуры, некоторые изображения обрезаны или отредактированы, чтобы убрать наготу. В журнале также представлены вымышленные статьи и интервью с персонажами Overwatch, а также косплей в реальной жизни. Overpog завершил выпуск первого номера Playwatch в ноябре 2016 года. Он привлёк большую аудиторию с Reddit. Overpog рассказали в интервью для PVP Live, что сексуальные изображения в Playwatch «были предназначены для того, чтобы развеселить и произвести впечатление с художественным умыслом», и что журнал был в первую очередь пародией на Playboy. В феврале 2017 года Playwatch был закрыт на основании приказа о прекращении деятельности, выданного фирмой по защите авторских прав, нанятой Blizzard Entertainment.
В 2017 году косплей-художница Стелла Чуу начала групповую работу по сексуализированному косплею Overwatch под лозунгом «Underwatch». Чуу нарисовала косплей-дизайны каждого героя Overwatch и стала работать с группой, чтобы представить работу на Katsucon 2017. Эта косплей-встреча была очень успешной, собрала много народу, и примерно через час сотрудники Katsucon попросили группу уйти или прикрыться, после чего они переместились в номер люкс в местном MGM Grand для фотосессии. Чуу рассказала Kotaku, что «многие косплееры подходили к ней после этого, чтобы выразить, насколько уверенно они себя чувствовали на этом мероприятии».
Косплей-порнокомпания BaDoinkVR планировала выпустить несколько порнопроектов виртуальной реальности по мотивам Overwatch в 2017 году. Продюсер Динора Эрнандес заявила, что «в Overwatch люди привязываются к персонажам в процессе игры, и то, как они созданы, усиливает сексуальное влечение».

## Реакция
Когда ведущего дизайнера Джеффа Каплана спросили о порнографическом фанатском контенте, он заявил, что как человек, «творчески ответственный» за франшизу, он обеспокоен и надеется, что люди понимают, что много детей играют в игру, несмотря на рейтинг «Т». Несмотря на это, Каплан заявил: «Никто не пытается покуситься на чью-либо свободу слова или что-то в этом роде, мы очень любим творческое самовыражение людей».
Поскольку в порнографии Overwatch в основном используются официальные модели персонажей с прикреплёнными гениталиями, создателям такого контента были разосланы различные уведомления об удалении. Эти уведомления были выданы охранной фирмой Irdeto, которая, по данным новостных изданий, возможно, была нанята компанией Blizzard для очистки нежелательного фанатского контента. Сама Blizzard никак не прокомментировала ситуацию с большой порно-сценой в Overwatch. После того как один из создателей опубликовал скриншот одного из таких уведомлений на доске объявлений Reddit, другие создатели начали объединяться, чтобы заставить Blizzard остановиться.
Известный разработчик порнографии для видеоигр Studio FOW заявила, что не будет создавать порнографию для Overwatch после того, как в 2015 году студия получила от Blizzard предписание о прекращении деятельности с проектами, связанными с World of Warcraft. Написав в блоге, студия заявила, что «это не тот процесс, который мы с удовольствием повторим, потому что у нас есть дела поважнее, чем целый день спорить о семантике с выскочками, мелочными и лицемерными адвокатами… В жизни есть более важные вещи, такие как забота о своей команде и кормление семей».
И Джим Стерлинг, и Джефф Груб из VentureBeat назвали обилие фанатских работ по Overwatch, как порнографических, так и иных, хорошим знаком для долголетия игры. Наплыв порнографии, связанной с покемонами, вскоре после выхода Pokémon Go сравнили с Overwatch.